# T-ARA
T-ARA（티아라、ティアラ）は、韓国の女性アイドルグループ。2009年7月にデビュー。MBKエンターテインメント所属。グループ名には、歌謡界の女王になって王冠（ティアラ）を着けるという意味が込められている。結成時は5人、正式デビュー時は6人グループで、その後もメンバーの変遷はあったが、2017年に4人グループとなってからもT-ARAとして様々なイベントに出演するなど活動を継続している。

## 来歴

### 韓国
2009年
正式なデビュー前の4月、ハーナー、ジウォン、ウンジョン、ヒョミン、ジヨンの5名のメンバーで、MBCドラマ「シンデレラマン」のOSTとしてデジタル・シングル『티아라』をリリース。5月にはボラムがメンバーに加入し、SeeYa、ダビチとのプロジェクトデジタル・シングル「여성시대/영원한사랑」(女性時代/永遠の愛)をリリース。その後ハーナーとジウォンが脱退したが、キュリとソヨンが加入。
7月29日にデジタル・シングル「コジンマル」をリリースし、正式デビューを果たす。9月にはウンジョン、ヒョミン、ソヨン、ジヨンの4名と超新星によるプロジェクトデジタル・シングル「T.T.L(Time To Love)」がリリースされ、8つの音楽サイトで1位を獲得するなどヒットした。10月には「T.T.L(Time To Love)」の継続曲「T.T.L Listen2」をリリース（T-ARAと超新星の全メンバーが参加）。11月、初のアルバム『Absolute First Album』をリリースし、リードトラック「Bo Peep Bo Peep」で活動開始。12月には「第24回ゴールデンディスク賞」で4minuteと共に新人賞を受賞した。
2010年
1月、「Bo Peep Bo Peep」がKBS「ミュージックバンク」で1位を獲得し、初めて音楽番組で1位となった。その他各種音楽チャートで1位を獲得した。
「SBS人気歌謡」では3週連続1位となるなど人気を博した。2月には「第19回ソウル歌謡大賞」で新人賞を受賞。同月、リパッケージ・アルバム『Breaking Heart』をオンラインでリリースし、「너 때문에 미쳐（Crazy because of you）」で活動。12月、2枚目のアルバム『Vol.Two/Temptastic』をリリースし、リードトラック「yayaya」で活動。「yayaya」での活動と同時に新メンバー・ファヨンが加入し、ウンジョンからボラムへのリーダー交代がなされた。
2011年
6月、ボラムからヒョミンにリーダー交代。3枚目のアルバム『John Travolta Wanna Be』をリリースし、リードトラック「Roly-Poly」で活動。11月には4枚目のアルバム『Black Eyes』をリリースし、リードトラック「Cry Cry」で活動。「Cry Cry」のミュージックビデオは、T-ARAのメンバー以外にもチャ・スンウォン、チ・チャンウクら有名俳優が出演し、15分48秒にも及ぶ映画のような作品となった。12月、ソヨン、ヒョミン、ジヨン、ファヨンの4人とダビチとのプロジェクトデジタル・シングル「우리 사랑했잖아（We Were In Love）」をリリース。
2012年
1月、ヒョミンからソヨンにリーダー交代。『Black Eyes』のリパッケージ・アルバム『Funky Town』をリリースし、追加曲「Lovey-Dovey」で活動。「Lovey-Dovey」のミュージックビデオは「Cry Cry」の続編となった。同月、「第21回ソウル歌謡大賞」にてデジタル音源賞及び本賞を受賞。また1月から2月にかけて、ジヨン、ソヨン、ヒョミンが出演するミュージカル「Roly-Poly」が上演された。2月にパレ・オムニスポール・ド・パリ・ベルシーで開催された「ミュージックバンク in パリ」に出演。6月、タイのバンコクにて初の単独コンサートを開催。7月には5枚目のアルバム『Day By Day』をリリース。「Day By Day」のミュージックビデオも15分57秒という長編で、後にリリースされた「Sexy Love」のミュージックビデオにストーリーが続く。
7月に新メンバー・アルムが加入。8月にファヨンが脱退することとなったが、この際にネット上で「いじめ疑惑」等の騒動が起こったことからしばらくグループとしての活動を休止した。
9月にリパッケージ・アルバム『Mirage』をリリースし、追加曲「Sexy Love」で活動を再開。
2013年
- 4月、ウンジョン、ヒョミン、ジヨン、アルムの4名からなるT-ARA初のユニット「T-ARA N4[9]」が結成され、アルバム『田園日記』がリリースされた。
- 7月、ソヨンからキュリにリーダーが交代。アルムがソロ歌手として活動するために脱退。
- 8月、香港のアジア・ワールド・エキスポにて単独ライブを開催。
- 10月に『Again』をリリース。リード・トラック「NUMBER NINE」で活動開始。
- 12月14日「Again」のリパッケージ・アルバム「T-ARA Winter」をリリース。リード・トラック「나 어떡해（Do you Know me?）」で活動開始。

2014年
- 5月20日 ジヨンがT-ARA名義以外では、メンバー初となるソロデビュー・ミニアルバム『NEVER EVER』タイトル曲「1分1秒」を発表。
- 7月2日　ジヨンに続きヒョミンがT-ARAメンバーとしては2番目となるソロデビュー・ミニアルバム「MAKE UP」タイトル曲「NICE BODY」を発表。

2017年
- 5月15日　メンバーのボラムとソヨンが5月15日をもって所属事務所の「MBKエンターテインメント」との専属契約を満了。この年のマカオ公演と日本公演は残された4人による”新生”「T-ARA」として開催された。

2021年
- 11月15日　4年ぶりとなるアルバム『Re:T-ARA』タイトル曲「TIKI TAKA」を発表（製作費はメンバー自身が出資）

### 日本
2010年
- 3月1、超新星とのコラボレーションユニットT.T.L(Time To Love)としてガストのCMに出演[10]。
- 6月3日、コラボレーションユニットTTLとして横浜BLITZにてライブを開催[11]。

2011年
- 6月7日、J-ROCKとの専属契約を発表する[12]。「Seoul-Osaka Music of Heart 2011」に出演。
- 7月5日、SHIBUYA-AXにて「T-ARA First Show Case」を開催。
- 9月3日、「第13回東京ガールズコレクション 2011 AUTUMN / WINTER」に出演。
- 9月11日、「関西コレクション 2011 AUTUMN-WINTER」に出演。
- 9月28日、1stシングル「Bo Peep Bo Peep」をリリースし、日本正式デビューを果たす。同曲はオリコンCDシングルデイリーランキング初登場1位を記録した[13]。
- 9月28日 - 9月29日、T-ARA 日本デビュー・シングル『Bo Peep Bo Peep』発売記念イベントミニLIVE&ハイタッチ会
- 10月4日、「Bo Peep Bo Peep」がオリコンCDシングル週間ランキング初登場1位(10月10日付)を記録し、海外グループ並びに海外女性歌手としては同ランキング史上初のデビューシングル初登場1位となった。
- 11月30日、2ndシングル「yayaya」をリリース。
- 12月20日 - 22日、Stellar Ball、Zepp Nagoya、Zepp Osakaにて「X'mas プレミアムLIVE」を開催。

2012年
- 1月26日、「Kiss supported by Girls Award」に出演。
- 2月29日、3rdシングル「Roly-Poly」をリリース。
- 4月25日、Cry Cry & Lovey-Dovey Music Video Collection（DVD&Blu-ray）をリリース
- 5月23日、4thシングル「Lovey-Dovey」をリリース。
- 6月6日、1stアルバム「Jewelry box」をリリース。
- 6月19日 - 7月26日、 T-ARA JAPAN TOUR 2012〜Jewelry box〜を開催（6会場11公演）
- 7月25日・26日、東京・日本武道館。
- 11月14日、5thシングル「Sexy Love」をリリース。
- 12月5日、T-ARA JAPAN TOUR 2012 〜Jewelry box〜 LIVE IN BUDOKAN (DVD&Blu-ray)【ライブ完全収録】をリリース。

2013年
- 3月20日、6枚目のシングル「バニスタ!」をリリース。
- 6月26日、ユニット「QBS」によるシングル「風のように」をリリース。
- 7月10日、7枚目のシングル「Target」をリリース。
- 7月12日、13日 日本武道館にて2度目となる武道館ライブを開催。ソヨンからキュリへのリーダー交代が発表された。
- 8月7日、2ndアルバム「TREASURE BOX」を発売。
- 9月4日 - 9月27日、2度目の全国ツアー「T-ARA JAPAN TOUR 2013 TRESURE BOX」を開催。（5会場9公演）
- 9月26日・27日 東京・日本武道館
- 11月16日 ヒョミン主演の日本映画「ジンクス!!!」日本全国で劇場公開スタート。
- 11月20日「NUMBER NINE (Japanese ver.)/記憶 〜君がくれた道標〜」をリリース（オリコンCDシングルウィークリー 初週13位)

2014年
- 3月5日「Lead the way/LA'booN」をリリース（オリコンCDシングルウィークリー 初週8位）
- 3月26日 アルバム「Gossip Girls」リリース記念　ハイタッチ会＆写真撮影会 東京TFTホール　ホール500
- 3月27日 アルバム「Gossip Girls」リリース記念 メンバー別握手会　東京 渋谷タワーレコード
- 5月14日「Gossip Girls」をリリース（オリコンCDアルバムウィークリー 初週7位)
- 7月9日10日ZEPPなんば大阪　13日舞浜アンフィシアターにてCCM JAPAN（株式会社KJ.net）主催ファンミーティング『T-ARA’s Summer School－Let’s　 Sing・Dance・Sing !＆全員とハイタッチ』開催

2015年
- 10月7日、日本公式ファンクラブ「Queen's Japan」を発足

2016年
- 9月11日「T-ARA PREMIUM LIVE IN JAPAN」を東京ドームシティホールにて、昼と夜の二部構成で開催
- 12月10日「T-ARA　PREMIUM FANMEETING～ ちょっと早いけどX'masを一緒に楽しみましょ!! ～」を東京・新宿文化センターにて、昼と夜の二部構成で開催。このステージで新曲「TIAMO」を披露

## エピソード
- トイレットペーパー「ポピ」を生産する柳韓キンバリーは、『Bo Peep Bo Peep』の歌詞「ポピポピ」により広報効果を大きく受けていることからトラック1台分の「ポピ」をT-araにプレゼントした[14]。
- 2010年1月、ハイチ地震の被災者にケーブル・チャンネルで放送される番組「ティアラドットコム」（OnGameNet&OnStyle）の出演料1,000万ウォンを寄付すると明らかにした[15]。
- 2010年11月、防衛寄付金として2,000万ウォンを所属事務所に手渡した。事務所を通じて彼女達は、「天安沈没事件や今回の延坪島砲撃事件を見て、悔しくも命を落とした私達の軍人・民間人の方に哀悼を表します。苦悩にとても心が痛んで、北朝鮮が私達の国を非常に軽んじているようで腹だしくもあります。」「私達は幼い頃、両親が集めて国のために使ったと聞きました。たとえいくらにもならない金額だったとしても、私達の国力を強めていかなくてはならないと思いました。その気持ちがひとつになり、少しでも助けになればという思いで参加しました。」と寄付の理由をコメントした[16]。
- 日本のパチンコメーカー・三洋物産よりパチンコ台のキャラクターに選ばれ「CRAデラックス海物語 with T-ARA」として2013年2月より稼動している。これを記念して、2012年12月24日に「SANYO presents DX'mas Party with T-ARA」を開催、当日の様子はニコニコ生放送でも放送された。韓国内ではこの発表を受け「青少年への影響から酒類の広告を拒否したことを明らかにしたが、その一方で日本のパチンコメーカーの広告に出演している」と報道された。一方で2014年10月には同じく三洋物産からパチスロ機「パチスロ大海物語 with T-ARA」が発売されており、関係が拡大している。

## 現メンバー
| 名前       | 本名             | 本名     | 本名           | 本名   | 生年月日               | 身長 | 体重 | 血液型 | 出身地            | 学歴                                                                    | T-ARAでのキャリア                     |
| 名前       | 日本語           | ハングル | ローマ字       | 漢字   | 生年月日               | 身長 | 体重 | 血液型 | 出身地            | 学歴                                                                    | T-ARAでのキャリア                     |
| ---------- | ---------------- | -------- | -------------- | ------ | ---------------------- | ---- | ---- | ------ | ----------------- | ----------------------------------------------------------------------- | ------------------------------------- |
| ウンジョン | ハム・ウンジョン | 함은정   | Hahm Eun-Jung  | 咸𤨒晶 | 1988年12月12日（36歳） | 167  | 47   | O      | 韓国 ソウル特別市 | 東国大学校芸術大学公演芸術学部 (休学)                                   | 初期メンバーであり、元リーダー(初代)  |
| ヒョミン   | パク・ソニョン   | 박선영   | Park Sun-Young | 朴宣映 | 1989年5月30日（36歳）  | 167  | 43   | O      | 韓国 釜山広域市   | 成均館大学校芸術学部演技芸術学専攻 (休学)                               | 初期メンバーであり、元リーダー(3代目) |
| ジヨン     | パク・チヨン     | 박지연   | Park Ji-Yeon   | 朴芝姸 | 1993年6月7日（32歳）   | 167  | 45   | AB     | 韓国 ソウル特別市 | 恵化女子高等学校→ソウル公演芸術高等学校→リラアート高等学校へ転校 (卒業) | 初期メンバー                          |
| キュリ     | イ・ジヒョン     | 이지현   | Lee Ji-Hyun    | 李智賢 | 1986年12月12日（38歳） | 162  | 44   | B      | 韓国 京畿道高陽市 | 明知専門大学芸術体育学部演劇映像科                                      | 2009年7月加入、現リーダー(5代目)      |

### ウンジョン
- 人物：T-ARA加入以前は、子役出身の女優だった。
- 経歴：詳細は、「ハム・ウンジョン」を参照

### ヒョミン
- 趣味・特技：写真、料理、絵/ミュージカル、スポーツ、演技
- 経歴：詳細は、「ヒョミン」を参照

### ジヨン
- 人物：女優キム・テヒに似てると言われ、「リトル キム・テヒ」と呼ばれている[19]。韓国のテレビ番組で「実物が可愛いアイドル」1位に選ばれた[20]。
- 経歴：詳細は、「ジヨン (歌手)」を参照

### キュリ
- 人物：芸名のキュリは、元々中学生時代のニックネーム。「キューティー+プリティー」が由来。但し、曲などの合いの手では本名と合わせ「イ･キュリ」と呼ばれる。
- 経歴
- TVドラマ
  - MBC「善徳女王」領毛（ヨンモ）役（2009年）
  - KBS「百済の王 クンチョゴワン」プ・ヨジン役（2011年）

## 元メンバー
| 名前     | 本名           | 本名     | 本名          | 本名   | 生年月日              | 身長 | 体重 | 血液型 | 出身地                 | 学歴                                  | T-ARAでのキャリア                                              |
| 名前     | 日本語         | ハングル | ローマ字      | 漢字   | 生年月日              | 身長 | 体重 | 血液型 | 出身地                 | 学歴                                  | T-ARAでのキャリア                                              |
| -------- | -------------- | -------- | ------------- | ------ | --------------------- | ---- | ---- | ------ | ---------------------- | ------------------------------------- | -------------------------------------------------------------- |
| ソヨン   | パク・ソヨン   | 박소연   | Park So-Yeon  | 朴昭姸 | 1987年10月5日（37歳） | 163  | 46   | B      | 韓国 京畿道安養市      | 安養芸術高等学校                      | 2009年7月 - 2017年5月15日、やメインボーカル、元リーダー(4代目) |
| ボラム   | チョン・ボラム | 전보람   | Jeon Bo-Ram   | 全寶藍 | 1986年3月22日（39歳） | 155  | 45   | A      | 韓国 ソウル特別市      | 明知専門大学芸術体育学部演劇映像科    | 2009年5月 - 2017年5月15日、元リーダー(2代目)                   |
| ハーナー | イ・ジエ       | 이지애   | Lee Ji-Ae     | 李智愛 | 1987年8月8日（37歳）  | 163  |      |        |                        |                                       |                                                                |
| ジウォン | ヤン・ジウォン | 양지원   | Yang Ji-Won   | 楊知元 | 1988年4月5日（37歳）  | 166  | 50   | A      | 韓国 ソウル特別市      | 東国大学校芸術大学公演芸術学部 (休学) | 初期メンバーであり、元リーダー(初代)                           |
| ファヨン | リュ・ファヨン | 류화영   | Ryu Hwa-Young | 柳和榮 | 1993年4月22日（32歳） | 168  | 52   | A      | 韓国 光州広域市        | 全南女子商業高等学校                  | 2010年7月 - 2012年7月30日                                      |
| アルム   | イ・アルム     | 이아름   | Lee A-Reum    | 李雅凛 | 1994年4月19日（31歳） | 167  | 46   | O      | 韓国ソウル特別市鐘路区 | 韓林演芸芸術高等学校実用音楽科        | 2012年7月 - 2013年7月10日                                      |

### ソヨン
- 人物：2005年、第4回チンチン歌謡祭金賞を受賞し、SMエンタテインメントの練習生となったソヨンは、少女時代の前身グループであるスーパーガールズのメンバーとなったが少女時代がデビューする1か月前に脱退した。後にソヨンは、同グループから脱退した理由は自分の意志が弱かったからだとして、自分より先にデビューした少女時代のメンバーが本当に羨ましかったと語っている[21][22]。理由を言うとき『理由』と言わず『なぜならば』が口癖になっている。(理由は日韓共通の漢字語であり発音は日本語とほぼ同じ)
- 経歴
  - 第4回チンチン歌謡祭金賞受賞（2005年）
- TV番組
  - KBS「天下無敵土曜日-天下無敵野球団」（2009年）、
  - KBS「スクールバラエティ 百点満点」（2010年 - 2011年）
  - KBS「海雲台の恋人たち」（2012年）

### ボラム
- 人物：父方の祖父は俳優ファン・ヘ（朝鮮語版）[23]、祖母は歌手ペク・ソリ（朝鮮語版）[24]、父は歌手兼俳優チョン・ヨンノク（朝鮮語版）[24]、母は女優イ・ミヨン（朝鮮語版）[24]、妹はD-UNIT（朝鮮語版）のウラム[25]。
- 経歴

### ハーナー
- 2012年にDream Tエンターテイメントの歌手としてデビュー。

### ジウォン
- 人物：五少女（朝鮮語版）[27]の元メンバー。T-ARA脱退後、女優業を経て、2012年2月に女性歌手グループSPICAのメンバーとしてデビュー[28]。
- 経歴：詳細は、「ヤン・ジウォン」を参照

### ファヨン
- 人物：5Dolls及び男女共学メンバーのリュ・ヒョヨン（柳孝榮）は双子の姉。姉がオーディション番組SBSスターキングに出演したのがきっかけで芸能界入り。
- 2013年12月16日、自身のTwitterでウェルメイドスターエム（朝鮮語版）に所属することを発表した[29]。

### アルム
- 2017年10月28日から2018年2月10日までKBS主催のオーディション｢The Unit」に出演した。最終順位は44位。

## メンバーの変遷
|            | 2009 | 2009 | 2009 | 2010 | 2012 | 2012 | 2013 | 2017 |
|            | 4月  | 5月  | 7月  | 7月  | 7月  | 8月  | 7月  | 5月  |
| ---------- | ---- | ---- | ---- | ---- | ---- | ---- | ---- | ---- |
| ウンジョン |      |      |      |      |      |      |      |      |
| ヒョミン   |      |      |      |      |      |      |      |      |
| ジヨン     |      |      |      |      |      |      |      |      |
| キュリ     |      |      |      |      |      |      |      |      |
| ソヨン     |      |      |      |      |      |      |      |      |
| ボラム     |      |      |      |      |      |      |      |      |
| ハーナー   |      |      |      |      |      |      |      |      |
| ジウォン   |      |      |      |      |      |      |      |      |
| ファヨン   |      |      |      |      |      |      |      |      |
| アルム     |      |      |      |      |      |      |      |      |

## いじめ騒動
2012年7月23日、ファヨンがMBCの番組収録中に足首に怪我を負う。
24日、東京着、リハーサル。
25日に他メンバーが相次いでファヨンを批判する内容のSNSを投稿する。内容は名前こそ出さないものの「演技」「意志の差」などと特定の人物を非難する表現で共通していたため、ファヨンに対するいじめではないかと世論を巻き込む騒動が起こる。
ファヨンは、25・26日の日本武道館公演は松葉杖で一曲のみ参加する。
27日、韓国の音楽番組で本番直前になりファヨンが出演拒否。
所属事務所はいじめと不仲説については否定したが、7月末にファヨンが脱退、グループは8月11日に予定されていたコンサートを中止して活動を休止した。この騒動で約6000人がファンクラブから脱退した。
約4年半後の2017年2月8日、ファヨンとヒョヨン姉妹がtvNの番組に出演して騒動について言及し、いじめや不仲があったことを示唆した。
9日、インターネット掲示板に元スタッフを名乗る人物による「T-ARA事態の真実」と称する告白文が掲載される。その内容は、ファヨンがメンバーへの謝罪を拒否したことや、怪我はギブスや松葉杖が不必要な軽傷であったこと、武道館でのリハーサルに参加しなかったことなどに加え、姉ヒョヨンがアルムにSNSで暴行予告などの脅迫メッセージを送った証拠画像もあり、ファヨンが被害者を装っていることを訴えるものだった。
10日、アルムがSNSで騒動に関する記事の自制を促した。
13日、T-ARAの元男性スタイリストのキム・ウリがテレビ番組で騒動に言及し、当時のファヨンのスタッフに対するわがままな態度や社長による箝口令などを暴露した。同日、ファヨンは元スタイリストの発言内容を否定した。
騒動の再燃を受けて、炎上商法との誤解を避けるためジヨンのソロアルバム制作が延期された。

## ディスコグラフィ

### 韓国

#### デジタル・シングル
| No. | タイトル | 収録曲 |
| --- | --- | --- |
| 1.  | 티아라 / ティアラ - 発売日：2009年4月30日 - MBCドラマ「シンデレラマン」のOST                                                                  | 1. 좋은 사람 Ver.1 / 良い人 Ver.1 |
| 2.  | 여성시대·영원한사랑 / 女性時代・永遠の愛 - 発売日：2009年5月6日 - SeeYa、ダビチとのコラボレーション - ジヨンが参加                            | 1. 여성시대 / 女性時代 2. 영원한 사랑 / 永遠の愛 3. 영원한 사랑 (Remix)                                                                 |
| 3.  | 거짓말 / 嘘 - 発売日：2009年7月29日 - 正式デビュー曲 - MBC「紅の魂 私の中のあなた」 - 最終回のみエンディング (番組には、ジヨンとボラムが出演) | 1. 거짓말 (Part.1) / 嘘 (Part.1) 2. 거짓말 (Part.2) / 嘘 (Part.2) 3. 놀아볼래? / 遊んでみる? 4. 거짓말 (Ballad Ver.) / 嘘 (Ballad Ver.) |
| 4.  | T.T.L(Time To Love) - 発売日：2009年9月15日 - 超新星とのコラボレーション - ウンジョン、ヒョミン、ジヨン、ソヨンが参加                         | 1. T.T.L (Time To Love) |
| 5.  | T.T.L Listen 2 - 発売日：2009年10月9日 - 超新星とのコラボレーション - メンバー全員参加                                                        | 1. T.T.L Listen2 |
| 6.  | 원더우먼 / ワンダーウーマン - 発売日：2010年1月7日 - SeeYa、ダビチとのコラボレーション - ウンジョン、ヒョミンが参加                           | 1. 원더우먼 / ワンダーウーマン |
| 7.  | We Are The One - 発売日：2010年5月3日 - 2010年FIFAワールドカップ韓国代表応援ソング                                                            | 1. We Are The One |
| 8.  | 왜 이러니 / どうしてそうなの - 発売日：2010年11月23日                                                                                         | 1. 왜 이러니 / どうしてそうなの |
| 9.  | LOG-IN - 発売日：2011年9月15日 - SBSとJDXの共同公益広告公式主題歌                                                                             | 1. LOG-IN |
| 10. | 우리 사랑했잖아 / 私たち愛したじゃない - 発売日：2011年12月23日 - ダビチとのコラボレーション - ヒョミン、ジヨン、ソヨン、ファヨンが参加       | 1. 우리 사랑했잖아 / 私たち愛したじゃない                                                                                               |
| 11. | BIKINI feat.SKULL - 発売日：2013年8月1日 - ダビチとのコラボレーション - メンバー全員参加                                                      | 1. BIKINI feat.SKULL |

#### ミニアルバム
| No. | タイトル | 収録曲                  |
| --- | --- | ----------------------- |
| 1.  | Little Apple - 発売日：2014年12月22日 - 筷子兄弟（Chopsticks Brothers）とのコラボレーション - ウンジョン、ヒョミン、ジヨン、キュリが参加 | Little Apple            |
| 2.  | Re:T-ara - 発売日：2021年11月15日 - ウンジョン、ヒョミン、ジヨン、キュリが参加                                                           | 1.TIKI TAKA 2.ALL KILL' |

#### アルバム
| No. | タイトル                                                                    | 収録曲 |
| --- | --------------------------------------------------------------------------- | --- |
| 1.  | Absolute First Album - 発売日：2009年11月27日                               | 1. One & One 2. 처음처럼 / 初めてのように 3. Bo Peep Bo Peep 4. Tic Tic Toc 5. Bye Bye 6. Apple Is A 7. Falling U 8. 너너너 / ノノノ 9. 거짓말 (Dance Ver.) / 嘘 (Dance Ver.) 10. T.T.L (Time To Love) 11. 거짓말 (Slow Ver.) / 嘘 (Slow Ver.) 12. TTL Listen.2 13. 좋은 사람 / 良い人 14. 놀아볼래? / 遊んでみる? |
| 2.  | Vol.Two/Temptastic - 発売日：2010年12月1日                                  | 1. yayaya 2. 왜 이러니 / どうしてそうなの 3. Ma boo 4. 몰라요 / わからない 5. 괜찮아요 / 大丈夫 6. yayaya [Inst] |
| 3.  | John Travolta Wanna Be - 発売日：2011年6月29日                              | 1. Roly-Poly 2. 진짜 진짜 좋아해 / 本当に本当に好きなの 3. yayaya [Remix ver.] 4. 왜 이러니 / どうしてそうなの [Remix ver.] 5. Ma boo [Remix ver.] 6. 몰라요 / わからない [Remix ver.] 7. 괜찮아요 / 大丈夫 [Remix ver.]                                                                                           |
| 4.  | Black Eyes - オンライン発売日:2011年11月11日 - 通常版発売日：2011年11月17日 | 1. Cry Cry 2. Goodbye, OK 3. O my god 4. I'm so bad 5. Cry Cry (Ballad ver.) 6. Cry Cry (Ballad music video ver.) |
| 5.  | Day By Day - 通常版発売日：2012年7月3日                                     | 1. Day By Day 2. Holiday 3. 떠나지마 / 行かないで 4. Hue 5. 사랑놀이 / 愛の演劇 |
| 6.  | Again - オンライン発売日：2013年10月10日 - 通常版発売日：2013年10月17日     | 1. 넘버나인 (No.9) / Number Nine 2. 느낌 아니까 / 感じ分かるから 3. 아파 / 痛い 4. 결혼 하지마 / 結婚しないで 5. 넘버나인 (No.9) / Number Nine (Club Ver.) 6. Again 1977 |
| 7.  | And & End - 通常版発売日：2014年9月11日                                     | 1. Sugar Free 2. ORGR 3. 남주긴 아까워 / 男に渡すのはもったいない 4. 지난 달력 / 過去のカレンダー 5. 그녀를 보면 / 彼女を見ると 6. Sugar Free (Inst.) |
| 7.  | So Good - 通常版発売日：2015年8月24日                                       | 1. So Crazy（Korean Ver.） 2. So Crazy（Chinese Ver.） 3. 私たちが別れた理由 4. For you 5. So Crazy（Inst.） |
| 8.  | Remember - 通常版発売日：2016年11月17日                                     | 1.TIAMO 2.今日までは悲しむから 3.別れの映画 4.TIAMO（ChineseVer.） 5.TIAMO（Inst.） |
| 9.  | What's Mｙ Name? - 通常版発売日：2017年6月16日                              | 1.내 이름은/私の名前は 2.Reload 3.20090729 4.내 이름은/私の名前は（ChineseVer.） 5.내 이름은/私の名前は（Inst） |

#### リパッケージ・アルバム
| 枚 | タイトル                                                                                                   | 収録曲 |
| -- | --- | --- |
| 1. | Breaking Heart - オンライン発売日：2010年2月23日 - 限定版発売日：2010年3月3日 - 通常版発売日：2010年3月8日 | 1. 너 때문에 미쳐 / あなたのせいで狂いそう 2. 내가 너무 아파 / 私がとても痛くて 3. One & One 4. 처음처럼 / 初めてのように 5. Bo Peep Bo Peep 6. Tic Tic Toc 7. Bye Bye 8. Apple Is A 9. Falling U 10. 너너너 / ノノノ 11. 거짓말 (Dance Ver.) / 嘘 (Dance Ver.) 12. T.T.L (Time To Love) 13. 거짓말 (Slow Ver.) / 嘘 (Slow Ver.) 14. TTL Listen.2 15. 좋은 사람 / 良い人 16. 놀아볼래? / 遊んでみる? |
| 2. | Roly-Poly in Copacabana - 発売日：2011年8月23日                                                            | 1. Roly-Poly in コパカバーナ 2. Roly-Poly 3. 진짜 진짜 좋아해 / 本当に本当に好きなの 4. yayaya [Remix ver.] 5. 왜 이러니 / どうしてそうなの [Remix ver.] 6. Ma boo [Remix ver.] 7. 몰라요 / わからない [Remix ver.] 8. 괜찮아요 / 大丈夫 [Remix ver.] |
| 3. | Funky Town - オンライン発売日:2012年1月3日 - 通常版発売日：2012年1月10日                                   | 1. Lovey-Dovey 2. 우리 사랑했잖아 / 私たち愛したじゃない 3. Lovey-Dovey (Club Remix Ver.) 4. Cry Cry 5. Goodbye, OK 6. O my god 7. I'm so bad 8. Cry Cry (Ballad ver.) |
| 4. | Mirage - 発売日：2012年9月11日                                                                             | 1. Sexy Love 2. 낮과밤 (Love All) / 昼と夜 (Love All) 3. Day By Day 4. Holiday 5. 떠나지마 / 行かないで 6. Hue 7. 사랑놀이 / 愛の演劇 |
| 5. | Again 1977 - 発売日：2013年12月4日                                                                         | 1. 1977 기억안나 / 1977 思い出せなくて 2. 나 어떡해 / 私、どうしよう 3. 넘버나인 (No.9) / Number Nine 4. 느낌 아니까 / 感じ分かるから 5. 아파 / 痛い 6. 결혼 하지마 / 結婚しないで 7. 넘버나인 (No.9) / Number Nine (Club Ver.) |
| 6. | T-ARA Winter - 発売日：2013年12月14日                                                                      | 1. 숨바꼭질 / かくれんぼ 2. 한겨울의 숨바꼭질 / 真冬のかくれんぼ 3. 나 어떡해 / 私、どうしよう 4. 1977 기억안나 / 1977 思い出せなくて 5. 넘버나인 (No.9) / Number Nine 6. 느낌 아니까 / 感じ分かるから 7. 아파 / 痛い 8. 결혼 하지마 / 結婚しないで 9. 넘버나인 (No.9) / Number Nine (Club Ver.) |

### T-ARA N4名義
| No. | タイトル                                                                | 収録曲 |
| --- | ----------------------------------------------------------------------- | --- |
| 1.  | 田園日記 - オンライン発売日：2013年4月29日 - 通常版発売日：2013年5月3日 | 1. 田園日記 (国楽Ver.) (Feat. イダンヨプチャギ & テウン from SPEED) 2. Can We Love (Feat. イダンヨプチャギ) 3. 田園日記 (Club Music Ver.) (Feat. イダンヨプチャギ & テウン from SPEED) 4. 田園日記 (MR ver) 5. Can We Love (INST) |

### 日本

#### シングル
| No. | 発売日         | タイトル                              | オリコン 最高 順位 | 販売形態                       | カタログNo | 形態 |
| --- | -------------- | ------------------------------------- | ------------------ | ------------------------------ | --- | --- |
| 1   | 2011年9月28日  | Bo Peep Bo Peep                       | 1位                | CD CD+DVD CD＋豪華フォトブック | TOCT-40359 TOCT-40357 TOCT-40358                                                                              | 通常盤 初回限定盤A 初回限定盤B |
| 2   | 2011年11月30日 | yayaya                                | 7位                | CD CD+DVD                      | TOCT-40379 TOCT-40377 TOCT-40378                                                                              | 通常盤 初回限定盤A 初回限定盤B |
| 3   | 2012年2月29日  | Roly-Poly                             | 3位                | CD CD+DVD                      | TOCT-40385 TOCT-40383 TOCT-40384                                                                              | 通常盤 初回限定盤A 初回限定盤B |
| 4   | 2012年5月23日  | Lovey-Dovey                           | 5位                | CD CD+DVD                      | TOCT-40404 TOCT-40403                                                                                         | 通常盤 初回限定盤 |
| 5   | 2012年11月14日 | Sexy Love                             | 4位                | CD CD+DVD                      | TOCT-40419 TOCT-40417 TOCT-40418                                                                              | 通常盤 初回限定盤A 初回限定盤B |
| 6   | 2013年3月20日  | バニスタ!                             | 2位                | CD CD+DVD                      | TOCT-40494 TOCT-40495 TOCT-40496 TOCT-40497 TOCT-40498 TOCT-40499 TOCT-40500 TOCT-40491 TOCT-40492 TOCT-40493 | 通常盤D・ソヨン Solo 通常盤E・ウンジョンSolo 通常盤F・ボラムSolo 通常盤G・ジヨンSolo 通常盤H・キュリSolo 通常盤I ・ヒョミンSolo 通常盤J・アルムSolo 初回限定盤A 初回限定盤B 初回限定盤C               |
| 7   | 2013年7月10日  | TARGET                                |                    | CD CD+DVD                      | TOCT-40423 TOCT-40429 TOCT-40422                                                                              | 通常盤A 通常盤B 初回限定盤 |
| 8   | 2013年11月20日 | NUMBER NINE / 記憶 〜君がくれた道標〜 |                    | CD CD+DVD 2CD+DVD+GOODS        | TYCT-30012 TYCT-39004 TYCT-39005 TYCT-39010                                                                   | 通常盤 初回限定盤A 初回限定盤B X'mas Edition（完全限定） |
| 9   | 2014年3月5日   | Lead the way / LA'booN                |                    | CD CD+DVD 7CD+6DVD+PHOTOBOOK   | TYCT-39020 TYCT-39011 TYCT-39012 TYCT-39015 TYCT-39016 TYCT-39017 TYCT-39018 TYCT-39019 TYCT-39023            | 通常盤 初回限定盤A 初回限定盤B・ウンジョンver. 初回限定盤B・ジヨンver. 初回限定盤B・ソヨンver. 初回限定盤B・ボラムver. 初回限定盤B・キュリver. 初回限定盤B・ヒョミンver. 初回限定盤B・BOX（完全限定） |

#### アルバム
1. Jewelry box（2012年6月6日）
2. TREASURE BOX（2013年8月7日）
3. Gossip Girls（2014年5月14日）

#### ベストアルバム
1. T-ARA's Best of Best 2009-2012 〜KOREAN ver.〜（2012年10月10日・17日）
2. Single Complete BEST ALBUM ``Queen of Pops（2014年7月2日）

#### QBS名義
1. 風のように (2013年6月26日)

## 受賞歴

### 授賞式
| 年月       | 授賞式                           | 受賞                                     |
| ---------- | -------------------------------- | ---------------------------------------- |
| 2009年9月  | Cyworld Digital Music Awards     | Rookie Of The Month                      |
| 2009年10月 | Cyworld Digital Music Awards     | Song Of The Month 「TTL (Time To Love)」 |
| 2009年12月 | 第24回ゴールデンディスク賞       | 新人賞                                   |
| 2010年2月  | 第19回ソウル歌謡大賞             | 新人賞                                   |
| 2012年1月  | 第21回ソウル歌謡大賞             | デジタル音源賞、本賞                     |
| 2012年3月  | Billboard JAPAN Music Awards     | Billboard JAPAN Top Pop Artists 2011     |
| 2017年9月  | 第1回Soribada Best K-Music Award | 本賞                                     |

### 音楽番組 (1位)
| タイトル                                | 音楽番組                  | 期間                                                  |
| --------------------------------------- | ------------------------- | ----------------------------------------------------- |
| Bo Peep Bo Peep                         | ミュージックバンク（KBS） | 2010年1月1日 - 1月8日（2週連続）                      |
| Bo Peep Bo Peep                         | SBS人気歌謡               | 2010年1月3日 - 1月17日（3週連続）                     |
| 너 때문에 미쳐 (あなたのせいで狂いそう) | Mカウントダウン（Mnet）   | 2010年3月18日                                         |
| 너 때문에 미쳐 (あなたのせいで狂いそう) | SBS人気歌謡               | 2010年3月21日 - 3月28日（2週連続）                    |
| 왜 이러니 (どうしてそうなの)            | Mカウントダウン（Mnet）   | 2010年12月9日                                         |
| yayaya                                  | Mカウントダウン（Mnet）   | 2010年12月16日                                        |
| Roly-Poly                               | Mカウントダウン（Mnet）   | 2011年7月14日 - 7月21日（2週連続）                    |
| Roly-Poly                               | SBS人気歌謡               | 2011年7月24日                                         |
| Cry Cry                                 | Mカウントダウン（Mnet）   | 2011年12月1日 - 12月8日（2週連続）                    |
| Lovey-Dovey                             | Mカウントダウン（Mnet）   | 2012年1月12日 - 1月19日（2週連続）                    |
| Lovey-Dovey                             | SBS人気歌謡               | 2012年1月15日 - 1月29日（3週連続）                    |
| Lovey-Dovey                             | ミュージックバンク（KBS） | 2012年1月20日 - 1月27日、2月10日 - 2月17日（通算4週） |
| Lovey-Dovey                             | MUSIC ON TOP（jTBC）      | 2012年1月19日 - 2月9日（4週連続）                     |
| 내 이름은 (私の名前は)                  | THE SHOW （SBS）          | 2017年6月20日                                         |

## 出演

### 韓国

#### TV
- T-ARAのおばけ遊び[39]（Mnet、2009年9月26日）
- ドラゴン桜〈韓国版〉 第7話、第8話、第10話[40]（KBS、2010年1月25日 - 1月26日）
- ティアラドットコム（OnGameNet&OnStyle、2010年2月17日 - 4月21日）
- T-ARAのドリームガールズ （Mnet、2010年10月27日 - 2011年1月19日）
- T-araのHello Baby（KBS joy、2010年11月16日 - 2011年2月1日）
- T-ARAのイケメンたち （SBS E!、2011年12月17日 - 2012年3月10日）

#### ウェブドラマ
- 甘い誘惑[41] （ネイバーTVキャスト　2015年11月4日 - ）

#### CF
- 農業協同組合（2009年）
- ネネチキン（2009年）
- 国立釜山科学館（2009年）

### 日本

#### コンサート
- T-ARA JAPAN TOUR 2012～Jewelry Box～

| 年月日        | 都市   | 会場                                      |
| ------------- | ------ | ----------------------------------------- |
| 2012年6月19日 | 名古屋 | 愛知芸術文化センター                      |
| 2012年6月20日 | 名古屋 | 愛知芸術文化センター                      |
| 2012年6月22日 | 大阪   | 大阪府立国際会議場 （グランキューブ大阪） |
| 2012年6月23日 | 大阪   | 大阪府立国際会議場 （グランキューブ大阪） |
| 2012年6月24日 | 大阪   | 大阪府立国際会議場 （グランキューブ大阪） |
| 2012年6月25日 | 福岡   | 福岡サンパレス                            |
| 2012年6月26日 | 福岡   | 福岡サンパレス                            |
| 2012年6月28日 | 仙台   | Zepp Sendai                               |
| 2012年6月30日 | 札幌   | Zepp Sapporo                              |
| 2012年7月25日 | 東京   | 日本武道館                                |
| 2012年7月26日 | 東京   | 日本武道館                                |

- T-ARA JAPAN TOUR 2013～TREASURE BOX～

| 年月日        | 都市   | 会場                               |
| ------------- | ------ | ---------------------------------- |
| 2013年9月4日  | 福岡   | 福岡サンパレス ホテル＆ホール      |
| 2013年9月5日  | 福岡   | 福岡サンパレス ホテル＆ホール      |
| 2013年9月7日  | 神戸   | 神戸ワールド記念ホール             |
| 2013年9月8日  | 神戸   | 神戸ワールド記念ホール             |
| 2013年9月10日 | 札幌   | ニトリ文化ホール                   |
| 2013年9月11日 | 札幌   | ニトリ文化ホール                   |
| 2013年9月15日 | 名古屋 | 名古屋国際会議場センチュリーホール |
| 2013年9月26日 | 東京   | 日本武道館                         |
| 2013年9月27日 | 東京   | 日本武道館                         |

- T-ARA PREMIUM LIVE in Japan

| 年月日        | 開場  | 開演  | 都市 | 会場                 |
| ------------- | ----- | ----- | ---- | -------------------- |
| 2016年9月11日 | 14:45 | 15:30 | 東京 | TOKYO DOME CITY HALL |
| 2016年9月11日 | 18:15 | 19:00 | 東京 | TOKYO DOME CITY HALL |

### 中国

#### コンサート
- T-ARA GREAT CHINA TOUR CONCERT

| 年月日         | 都市 | 会場                       |
| -------------- | ---- | -------------------------- |
| 2015年6月20日  | 南京 | 南京太陽宫劇場             |
| 2015年7月11日  | 北京 | 北京工人体育館             |
| 2015年10月24日 | 合肥 | 合肥大劇院                 |
| 2015年12月19日 | 広州 | 天河体育中心体育場         |
| 2016年9月17日  | 上海 | メルセデス・ベンツアリーナ |

## 写真集
- Sparkle（2012年4月12日、幻冬舎、撮影：山岸伸）ISBN 978-4344021594

## アプリ
- "T-ARA"（公式3Dアプリ）： 写真、VR、スケジュール提供。
- "Touch Touch T-ara（ver.JPN）" 恋愛シミュレーションゲーム。iOS/日本語/朝鮮語支援。（2013年2月）
- "Touch Touch T-ara（ver.KOR）": 恋愛シミュレーションゲーム。iOS/朝鮮語支援。（2013年3月）